# Liste des bronzes antiques

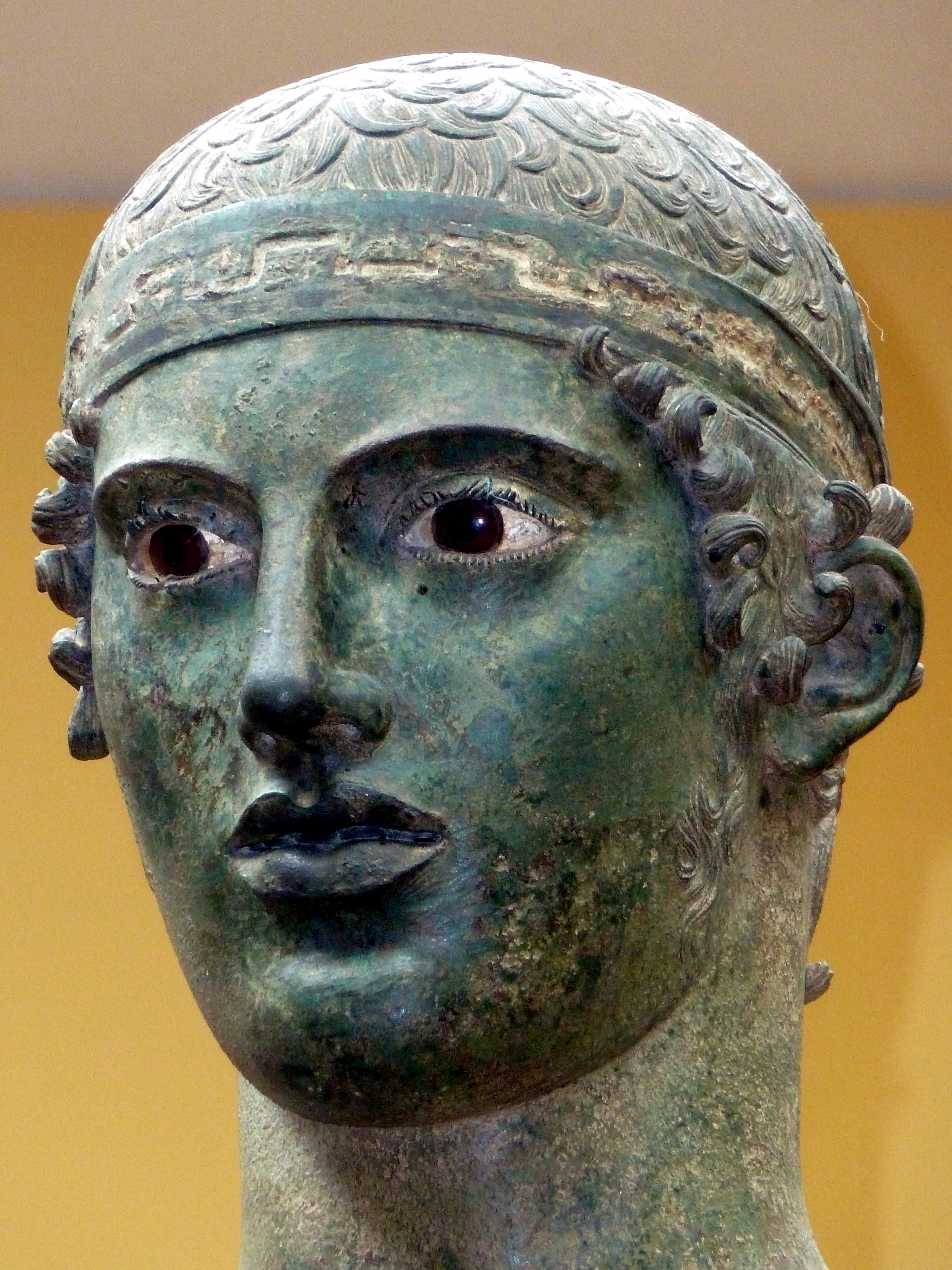
Détail de l'Aurige de Delphes

La liste des bronzes antiques recense les grandes statues de bronze originales de la Grèce antique, ainsi qu’une sélection de grands bronzes étrusques et romains qui ont survécu.
Les grands bronzes de l'Antiquité sont maintenant très peu nombreux, car contrairement aux objets de marbre, ceux fabriqués dans des métaux ou alliages coûteux étaient tôt ou tard envoyés à la fonte pour réutilisation.
La plupart des statues de bronze de la Grèce antique ne sont donc connues que par des copies romaines, le plus souvent en marbre, ou parfois elles-mêmes en bronze.
Cette liste ne traite pas de la multitude des statuettes et objets (vases de toutes tailles) de l'Antiquité gréco-romaine.

## Grèce

### Sculpture archaïque
| Objet  | Description | Origine et datation                                             |
| ------ | --- | --------------------------------------------------------------- |
| 4645   | Apollon du Pirée L'Apollon du Pirée représente l'ultime étape dans l'évolution des kouroï archaïques. Hauteur : 1,92 m. Il a été retrouvé en 1959, avec d'autres statues, dans un entrepôt du Pirée incendié lors la prise du port par les Romains, en -86. Ces statues attendaient vraisemblablement d'être exportées vers l'Italie. Musée archéologique du Pirée | Trouvé au Pirée, mais pourrait provenir de Délos. -520 environ. |
| B 6500 | Génie féminin ailé (el) Trouvée dans un puits lors des fouilles d'Olympie en 1965. La statue représente probablement un Sphinx, une Victoire ou la déesse Artémis. Elle provient d'un atelier ionien. Technique : sphyrélaton, yeux en os. Musée archéologique d'Olympie                                                                                           | Trouvée en 1965 à Olympie. vers 490/480 av. J.-C..              |

### Sculpture du premier classicisme
| Objet     | Description | Origine et datation                                                                                     |
| --------- | --- | --- |
| X 11781   | Poséidon de Livadóstra Hauteur : 118 cm. Musée national archéologique d'Athènes | Trouvée dans la baie de Livadóstra, dans le sud de la Béotie. vers 480 av. J.-C..                       |
| 3520      | Aurige de Delphes Statue consacrée dans le sanctuaire d'Apollon en 478 ou 474 av. J.-C. par Polyzalos, tyran de Géla et frère du tyran de Syracuse Hiéron Ier, pour célébrer la victoire de son char de course aux Jeux pythiques. L'aurige faisait partie d'un ensemble composé d'un char, quatre chevaux et un jeune serviteur, disloqué lors du glissement de terrain de 373 avant J.-C. qui a détruit le temple des Alcméonides. Sa tête est ceinte du bandeau de la victoire. Le traitement de l'aurige est typique du premier classicisme ou style sévère, qui conserve des éléments archaïques, comme le caractère ovoïde et austère du visage et les boucles plates de la chevelure. Hauteur : 1,82 m Musée archéologique de Delphes | Trouvé en 1896 dans le sanctuaire de Delphes. Premier classicisme. 478 ou 474 av. J.-C.                 |
| NAMA 6446 | Tête d'un hoplite Unique exemple des statues en bronze de l'acropole d'Athènes, l'œuvre comportait vraisemblablement un casque. Musée de l'Acropole d'Athènes | Trouvée sur l'acropole d'Athènes. 480 ou 470 av. J.-C.                                                  |
| IN2235    | Jeune homme Statue d'un jeune homme, œuvre probablement réalisée en Grande Grèce. Transférée à Rome, elle est retrouvée sur le Janicule au XVIIe siècle, puis déplacée au palais Barberini et ensuite au palais Sciarra. Elle fut achetée par Carl Jacobsen en 1892. Hauteur : 1,10 m Ny Carlsberg Glyptotek de Copenhague | Provenant vraisemblablement de Grande Grèce. Premier clacissisme. 470 ou 460 av. J.-C.                  |
|           | Éphèbe de Sélinonte Hauteur : 85 cm. Musée civique de Castelvetrano | Trouvée en 1882 à Sélinonte. vers 460 av. J.-C..                                                        |
|           | Apollon Chatsworth British Museum (tête) et Musée du Louvre (jambe) | Découverte en 1836 à Tamassos, sur l'île de Chypre. Probablement vers 460 av. J.-C.                     |
| 15161     | Dieu de l'Artémision « Zeus » ou « Poséidon ». Bronze, attribué à Kalamis. 2,09 m de haut. Trouvé en 1928 dans l'épave du cap Artémision, en même temps que le jockey de l'Artémision. L'attribut manque. S'il s'agit du foudre, c'est Zeus, dieu du Ciel. Mais si l'attribut est un trident, c'est son frère, Poséidon, dieu de la mer. Les spécialistes font remarquer les proportions un peu archaïques des membres et de la tête. Musée national archéologique d'Athènes | Épave du cap Artémision, origine inconnue. vers 460-450 av. J.-C.                                       |
|           | Tête de Bâle Peu après sa découverte, cette tête d'homme barbu en bronze (P2) fut vendue et intégra les collections de l'Antikenmuseum Basel und Sammlung Ludwig. Elle fut restituée à l'Italie en 1993. La tête en bronze d'un philosophe (P1), provenant de la même épave, est exposée à ses côtés. Musée national de la Grande-Grèce à Reggio de Calabre | Trouvée dans une épave au large de Porticello en Sicile en 1969. Première moitié du Ve siècle av. J.-C. |
|           | Bronzes de Riace Les deux guerriers, un peu plus grands que nature (1,98 mètre de haut pour le guerrier A, 1,97 mètre pour le guerrier B), ont été découverts en 1972 au large de Riace, en Calabre, probablement sur les lieux d'un naufrage. Musée national de la Grande-Grèce à Reggio de Calabre | En mer, au large de Riace, en Calabre. Guerrier A vers 460 ; guerrier B vers 430.                       |
|           | Tête d'un philosophe L'œuvre représente un philosophe avec une barbe particulièrement longue. La tête en bronze dite « de Bâle », provenant de la même épave, est exposée à ses côtés. Musée national de la Grande-Grèce à Reggio de Calabre | Trouvée dans une épave au large de Porticello en Sicile. Entre 430 et 400 av. J.-C.                     |

### Sculpture du second classicisme
| Objet   | Description | Origine et datation                                                                                                |
| ------- | --- | --- |
| 13396   | Éphèbe d'Anticythère Bronze, 1,98 m. Trouvé en 1901 dans l'épave d'Anticythère, en même temps que le mécanisme d'Anticythère et la tête du philosophe d'Anticythère. L'éphèbe pourrait être Pâris, offrant à Aphrodite une pomme dorée en échange de l'amour d'Hélène. On a aussi proposé Héraclès présentant à Aphrodite la pomme d'or des Hespérides, ou bien le héros Persée brandissant la tête de la Gorgone Méduse. Musée national archéologique d'Athènes | Épave d'Anticythère, origine inconnue. -340                                                                        |
| 15118   | Éphèbe de Marathon Bronze, 1,30 m, attribué à l'école de Praxitèle. La statue a été découverte en mer par des pêcheurs, en 1925, dans la baie de Marathon. L'éphèbe porte un bandeau orné d'une feuille ou d'une corne. Son geste et son attitude ne sont pas compris de façon certaine. Musée national archéologique d'Athènes | Baie de Marathon -330/-325                                                                                         |
| 6439    | Tête d'un boxeur Tête de bronze d'un pugiliste, trouvée à Olympie. Nez écrasé et oreilles déformées d'un boxeur, sans doute vainqueur, puisqu'il reste deux feuilles d'olivier dans ses cheveux. Œuvre attribuée à Silanion, sculpteur grec du second classicisme, contemporain de Lysippe et proche de Platon. Musée national archéologique d'Athènes | Olympie, fouilles de l'Altis -330                                                                                  |
|         | Cheval du Vicolo delle Palme Le cheval est représenté au moment précédant son départ au galop, retenu par les rênes tirés par le cavalier. L'antérieur gauche est tendu vers l'avant et celui de droite est levé. Musées du Capitole | Découverte à Rome en 1849, près du Vicolo delle Palme, dans le quartier de Trastevere. Ve ou IVe siècle av. J.-C.  |
| 2004.30 | Apollon de Cleveland Statue du second classicisme grec, en bronze, du type de l'Apollon sauroctone attribué à Praxitèle. Hauteur : 1,50 m Cleveland Museum of Art | Statue apparue en 2003, acquise en 2004. Origine inconnue IVe siècle av. J.-C.                                     |
|         | Athlète de Fano ou Athlète victorieux La statue, de taille humaine, a été prise à l'été 1964 aux filets d'un chalutier de pêche italien au large de Fano, sur la côte adriatique italienne. La sculpture faisait peut-être partie des statues d'athlètes victorieux d'un sanctuaire panhellénique comme Delphes ou Olympie. La main droite de l'éphèbe touche la couronne d'olivier du vainqueur. Il semble probable qu'un navire romain transportant des objets pillés était en route vers l'Italie lorsqu'il a sombré. La statue a été grossièrement séparée de son ancienne base, en brisant les chevilles. Getty Museum | Trouvé en 1964 au large de Fano, sur la côte adriatique. IVe siècle av. J.-C. ou -300 à -100, selon d'autres avis. |
|         | Tête de Démétrios Ier Poliorcète Hauteur : 45 cm Musée du Prado à Madrid | vers -310/-290 |

### Sculpture hellénistique
| Objet            | Description | Origine et datation |
| ---------------- | --- | --- |
|                  | Athéna du Pirée Trouvée au Pirée en 1959, en même temps que l’Apollon et les deux Artémis du Pirée. Très grande statue de culte, haute de 2,35 m, qui pourrait provenir des sanctuaires de Zeus Sôtêr ou Athéna Sôteira au Pirée. Elle pourrait aussi provenir de Délos. La statue est en état quasi intact : seuls manquent les attributs et une partie du pied gauche. Le casque comporte une visière ornée de deux chouettes et des griffons de chaque côté de la crête. Les iris sont incrustés. Musée archéologique du Pirée | Sanctuaire de Zeus ou d’Athéna au Pirée, ou sanctuaire de Délos. Attribuée à Euphranor, ou bien copie hellénistique d'après un original du IVe siècle av. J.-C. Vers -360 / -340. |
|                  | Artémis "A" du Pirée Grande statue de bronze (1,94 m) du milieu du IVe siècle av. J.-C., d’un style proche de Polyclète, parfois attribuée au sculpteur Euphranor, ou copie hellénistique. La déesse porte un péplos, robe qui retombe en formant des plis. Les lanières des sandales et le carquois ont disparu. Les lèvres en cuivre rose révèlent des dents en marbre blanc ; les cils en bronze encadrent des yeux en marbre, à iris en bois de châtaignier. Les cheveux frisés sont coiffés dans le style « melon ». Musée archéologique du Pirée | Attribuée au sculpteur Euphranor Milieu du IVe siècle av. J.-C. |
|                  | Artémis "B" du Pirée L'Artémis "B" est plus petite que la précédente, haute de 1,55 m, dans le style hellénistique d'allure praxitélienne de la fin du IVe siècle av. J.-C. ou du début du siècle suivant. Le métal est endommagé ; un des côtés du visage est altéré. Le carquois est conservé, ainsi que la chevelure élaborée, faite de tresses remontant en chignon au sommet de la tête. La pose est similaire à celle de l’Artémis A, mais le style est différent. Musée archéologique du Pirée | Style hellénistique praxitélien Fin du IVe siècle av. J.-C. |
| 2487             | Déméter d'Halicarnasse Musée archéologique d'Izmir | Découvert en mer Égée au large d'Halicarnasse (actuelle Bodrum), en Turquie. Œuvre hellénistique IVe siècle av. J.-C.                                                             |
|                  | Tête d'Antisthène Musée archéologique provincial Francesco-Ribezzo (it) à Brindisi. | Œuvre hellénistique IVe siècle av. J.-C. |
| 1055             | Pugiliste des Thermes Bronze, 1,20 m, avec incrustations de cuivre rouge. Trouvé en 1885 sur les pentes du Quirinal, à proximité des thermes de Constantin. La datation est discutée : le style est nettement hellénistique, mais les caractères techniques de la statue la font parfois attribuer à Lysippe ou à son école. Palais Massimo des Thermes | Trouvé au Quirinal, à Rome. Seconde moitié du IVe siècle av. J.-C. (attribution à Lysippe), ou œuvre hellénistique du IIIe ou IIe siècle av. J.-C.                                |
| 13400            | Philosophe d'Anticythère Tête en bronze trouvée dans les vestiges de l'épave d'Anticythère en 1901. Figure peut-être un philosophe cynique, ou bien le poète et érudit Philétas de Cos, ou bien encore une personnalité politique d'importance. Il pourrait s'agir d'une œuvre de Silanion. Subsistent également les pieds du personnage et des fragments de sa tunique. Hauteur de la tête : 35 cm. Musée national archéologique d'Athènes | Épave d'Anticythère, origine inconnue. vers -340/-320 |
| SK2              | Jeune garçon en prière (el) Un bras a été reconstitué du temps de Nicolas Fouquet. Attribué à l'école de Lysippe. Hauteur : 1,28 m Altes Museum, Berlin. | Collections de Nicolas Fouquet, puis de Frédéric II de Prusse. vers -300 |
| BM Bronze 268    | Tête d'un Nord-Africain Tête d'une statue-portrait en bronze d'un Nord-Africain, de taille naturelle. British Museum à Londres. | Trouvée lors de fouilles dans le temple d'Apollon à Cyrène. vers -300 |
| Bélier en bronze | Bélier de Syracuse (it) Bronze, 80 cm. Musée archéologique régional Antonino-Salinas à Palerme | Trouvé à Syracuse. IIIe siècle av. J.-C. (attribution à l'école de Lysippe) |
| 3901             | Tête de cavalier Des éléments du torse et des deux jambes sont par ailleurs découverts à proximité. Le cavalier représenté est coiffé de la causia, chapeau national macédonien. Hauteur de la tête : 32 cm. Musée archéologique de Kálymnos (fi) | Découverte en mer Égée au large de Kálymnos en 1997. Œuvre hellénistique IIIe siècle av. J.-C.                                                                                    |
|                  | Tête d'homme Musée archéologique d'Argostóli (en) | Découverte sur le site de l'antique Sámi, dans l'île de Céphalonie. IIIe siècle av. J.-C.                                                                                         |
| 1049             | Prince hellénistique Le Prince hellénistique a été trouvé, ainsi que le Pugiliste des Thermes, sur un versant du Quirinal, probablement sur les ruines des thermes de Constantin, en 1885. Il portait probablement sur sa tête une couronne. Le jeune homme nu, dans une pose héroïque, se penche ostensiblement de la main gauche sur une longue tige, sur le modèle de l'Héraclès de Lysippe. Les premières descriptions de la statue y ont vu un souverain hellénistique, séleucide ou attalide (notamment Attale II), mais cela est fortement contesté par de nombreux chercheurs, qui pensent qu'il s'agit d'un général romain du IIe siècle av. J.-C., par exemple Scipion Émilien, qui avait sa résidence à proximité. Palais Massimo des Thermes | Trouvé au Quirinal en 1885. Œuvre hellénistique ou romaine. IIe siècle av. J.-C.                                                                                                  |
|                  | Tête de garçon Musée archéologique d'Olympie | Altis d'Olympie IIe siècle av. J.-C. |
| 14612            | Tête masculine en bronze L'œuvre fut découverte en 1912 dans la palestre de granit de Délos. Elle constitue l'un des exemples les plus importants de portraits honorifiques hellénistiques en bronze. De taille naturelle, son état de conservation est remarquable. Le traitement stylistique naturaliste traduit un sentiment d'inquiétude devant un avenir incertain. Musée national archéologique d'Athènes | Palestre de Délos Troisième quart du IIe siècle av. J.-C. |
| 15177            | Cavalier de l'Artémision ou Jockey de l'Artémision Trouvé en même temps que le dieu de l'Artémision, en 1926, dans une épave. Le cheval, autant que l'enfant jockey, se concentrent au moment de l'effort final. Il n'est pas certain que les deux éléments appartiennent à l'origine au même groupe. Le corps et la queue du cheval ont été restaurés. Bronze. Longueur : 2,90 m. Musée national archéologique d'Athènes | Trouvé dans une épave au large du cap Artémision vers 140 av. J.-C. |
|                  | Éros de Mahdia L'œuvre, de 1,40 mètre de haut, a été retrouvée en morceaux puis restaurée en partie. Elle figurait un adolescent nu et ailé, la tête ceinte d'une branche d'olivier, ou plus probablement un Éros tenant un arc et serait peut-être issue des ateliers de Boéthos de Chalcédoine. Musée national du Bardo à Tunis | Trouvée dans l'épave de Mahdia, au large de la ville tunisienne de Mahdia. vers 125 av. J.-C.                                                                                     |
|                  | Statue en bronze d'Hermès Trouvée près du pont de Tabakhane dans le centre de Trabzon. IIe siècle av. J.-C. Musée de Trabzon | Trébizonde IIe siècle av. J.-C. |
|                  | Statue de culte d'Anahit ou d'Aphrodite Tête et main d'une statue de culte en bronze d'Anahit ou d'Aphrodite, du IIe siècle av. J.-C., trouvée près de Kelkit, dans le Sud de la province de Trabzon. British Museum | Kelkit, près de Trabzon. IIe siècle av. J.-C. |
|                  | Éphèbe d'Agde Statue découverte en 1964 dans le lit de l'Hérault, face à la cathédrale Saint-Étienne d'Agde. Elle évoque le style du sculpteur Lysippe de Sicyone et pourrait figurer Alexandre le Grand. Hauteur : 1,33 m. Musée de l'Éphèbe d'Agde | Trouvée dans l'Hérault à Agde. IIe siècle av. J.-C. |
|                  | Torse en bronze Hauteur : 105 cm Musée Simon Janashia de Géorgie | Trouvée dans le site archéologique de Vani (en). Sculpture hellénistique IIe ou Ier siècle av. J.-C.                                                                              |
|                  | Statue d'un homme Metropolitan Museum of Art | Sculpture hellénistique Milieu du IIe ou Ier siècle av. J.-C. |
|                  | Tête d'Arundel (en) Hauteur : 29,5 cm British Museum | Provenant probablement de Smyrne. Sculpture hellénistique IIe ou Ier siècle av. J.-C.                                                                                             |
|                  | Apoxyomène de Croatie Découvert en 1996 près de l'îlot de Vele Orjule, sur le fond sableux de la mer Adriatique. Les proportions de la statue et le développement musculaire du torse laissent penser qu'il s'agit d'un lutteur nettoyant son strigile. Hauteur : 1,92 m Musée de l'Apoxyomène, Mali Lošinj | Découvert en 1996 près de l'îlot de Vele Orjule, en mer Adriatique. Sculpture hellénistique Ier siècle av. J.-C.                                                                  |
|                  | Jeune garçon Musée archéologique d'Héraklion | Découvert à Ierápetra, dans le sud-est de la Crète. Sculpture hellénistique Ier siècle av. J.-C.                                                                                  |
| 9363             | Athlète de Cymé ou Le Coureur Musée archéologique d'Izmir | Découvert en mer Égée au large de Cymé, en Turquie. Sculpture hellénistique Vers -50/-30                                                                                          |
|                  | Artémis et le cerf (en) Galerie d'art Albright-Knox, exposée actuellement au Metropolitan Museum of Art | entre le Ier siècle av. J.-C. et le Ier siècle |

### Copies romaines d'originaux grecs
| Objet         | Description | Origine et datation |
| ------------- | --- | --- |
|               | Torse de Livourne Provient de la collection de Cosme Ier de Médicis. Musée archéologique national de Florence | Torse en bronze de fabrication romaine, d'après un original grec de -480/-460. |
|               | Idolino de Pesaro Copie romaine du Ier siècle av. J.-C. d'une sculpture grecque classique dans le style du Doryphore de Polyclète, réalisée vers 440 avant J.C. Trouvé en 1530 dans une villa romaine, à Pesaro. Hauteur : 146 cm. Le jeune garçon avec sa main droite tendue, longtemps considéré comme une figure de Dionysos, peut avoir été conçu pour tenir une lampe à huile. La statue est presque intacte : seule la main droite a été restaurée. Musée archéologique national de Florence    | Copie romaine trouvée à Pesaro. 30 av. J.-C. Original : vers 440 av. J.-C. |
| VI 1          | Jeune homme du Magdalensberg Copie romaine en bronze grandeur nature du Ier siècle av. J.-C., trouvée en 1502 à Magdalensberg, en Carinthie, Autriche, d’un original grec du IVe siècle av. J.-C., attribuable à Polyclète. Cette statue n'est connue aujourd'hui que par une copie du XVIe siècle qui figure dans la collection d'antiquités du Musée d'Histoire de l'art de Vienne. Hauteur : 1,85 m. Kunsthistorisches Museum, Vienne.                                                             | Copie romaine trouvée sur le Magdalensberg, Carinthie. Ier siècle av. J.-C. |
| 248           | Minerve d'Arezzo Statue de bronze hellénistique ou romaine, trouvée en 1541 à Arezzo, lors du creusement d'un puits. La déesse porte le casque corinthien et l'égide, ainsi qu'un chiton et un himation. La restauration actuelle date du XVIIIe siècle. Hauteur : 1,55 m. Musée archéologique national de Florence | Trouvée en 1541 à Arezzo. Style hellénistique, vers 280/270 av. J.-C. ou copie romaine du Ier siècle av. J.-C.                                                                              |
|               | Satyre de Mazara del Vallo Fragments trouvés en 1997 au large de Mazara del Vallo, province de Trapani, Sicile. D’abord attribué à Praxitèle, mais le bronze à forte teneur en plomb rend plus probable une copie romaine. Taille : un peu plus grand que nature. Musée du Satyre dansant (it), Mazara del Vallo | Trouvé en 1997 au large de Trapani, Sicile. Original grec du IVe siècle av. J.-C. ou copie romaine.                                                                                         |
| 3168          | Apoxyomène d'Éphèse Copie romaine de la statue perdue de l'Apoxyomène, d'auteur inconnu, datant d’environ 330 av. J.-C. L'athlète à la musculature puissante, après s'être raclé le corps, nettoie son strigile : il le tient de la main droite et enlève la sueur et la poussière du racloir avec l'index et le pouce de la main gauche. À comparer à l'Apoxyomène du Vatican, en marbre, beaucoup moins concentré sur sa tâche. Hauteur : 1,92 m. Musée d'Histoire de l'art de Vienne               | Trouvé à Éphèse en 1898. Copie romaine d'un original grec de -330 environ. |
| 457           | Jeune garçon au diadème Hauteur : 46 cm. Glyptothèque de Munich | Copie romaine d'un original grec du Ve siècle av. J.-C. |
| 5616          | Pseudo-Sénèque Buste romain en bronze aux traits émaciés, traditionnellement identifié à Sénèque ou plus récemment comme le portrait imaginaire d’un auteur grec, par exemple Hésiode. Musée archéologique national de Naples | Découvert lors des fouilles de la villa des Papyrus à Herculanum, en 1754. Original hellénistique, vers 200 av. J.-C. ou copie romaine antérieure à 79 av. J.-C.                            |
| Br 2          | Apollon de Piombino Statue d'Apollon généralement datée du Ier siècle av. J.-C., découverte en 1832 dans une épave, au large de la ville italienne de Piombino, en Étrurie, achetée par le musée du Louvre en 1834. Pastiche romain dans le style d'un kouros grec archaïque du Ve siècle av. J.-C. Bronze incrusté de cuivre et d'argent. Hauteur : 1,15 m. Musée du Louvre | Trouvé en 1832 au large de Piombino. Pastiche romain d'un kouros archaïque. Ier siècle av. J.-C.                                                                                            |
| MC 1186       | Le Tireur d'épine Type statuaire représentant un jeune garçon se retirant une épine du pied. L'exemplaire le plus connu est exposé dans la salle des Triomphes du Palais des Conservateurs, à Rome. Généralement datée du Ier siècle av. J.-C., elle constitue un bel exemple du principe de l'éclectisme, c'est-à-dire de « l'antique d'après l'antique ». La statue, haute de 73 cm, associe une tête du style sévère à un corps de style plus tardif. Palais des Conservateurs, Musées du Capitole | Copie romaine de style éclectique Ier siècle av. J.-C. |
| 26087         | L'Éphèbe de Sarrebruck Musée national archéologique d'Athènes | Retrouvée en mer, réapparue en Allemagne en 1998 et restituée à la Grèce en 2002. Copie romaine d'un original grec de la fin du Ve ou du début du IVe siècle av. J.-C. Ier siècle av. J.-C. |
|               | Hercule jeune Hauteur : 1,25 m Ny Carlsberg Glyptotek à Copenhague | Retrouvée à Rome sur le site d'une ancienne fonderie. Copie romaine d'un original grec de la fin du IVe siècle av. J.-C. Ier siècle av. J.-C.                                               |
| GR 1840.4-1.1 | Jeune homme d'Athribis British Museum | Provenant de Ziphteh, près de Tell Atrib (antique Athribis), Égypte. Copie romaine d'un original grec. Ier siècle av. J.-C.                                                                 |
|               | Tête d'Hypnos (en) British Museum | Trouvée à Civitella d'Arna (en). Copie romaine d'un original grec. Ier ou IIe siècle |
| 15054         | Tête de déesse couronnée Musée grégorien étrusque (Musées du Vatican) | Copie romaine d'un original grec du IVe siècle av. J.-C. Milieu du IIe siècle |

### Sculpture thrace
| Objet | Description                                                          | Origine et datation |
| ----- | -------------------------------------------------------------------- | --- |
|       | Tête de Seuthès III Musée archéologique national de Bulgarie à Sofia | Trouvée en 2004 sur le site de l'ancienne Seuthopolis, près de Kazanlak en Bulgarie. Art thrace Fin du IVe siècle av. J.-C. |

## Sculpture étrusque
| Objet | Description | Origine et datation |
| ----- | --- | --- |
| 13886 | Mars de Todi Statue étrusque en bronze découverte en 1835 à Todi et provenant vraisemblablement d'un atelier d'Orvieto. Le guerrier porte une cuirasse et tenait autrefois dans sa main droite une patère (bol de libation) et une lance dans la gauche. L'inscription en lettres étrusques indique qu'Ahal Trutitis a dédié la statue. Hauteur : 141,0 cm Musée grégorien étrusque (Musées du Vatican) | Trouvée à Todi, en Ombrie, en 1835. Art étrusque Ve siècle av. J.-C.                                                         |
| 1     | Chimère d'Arezzo Statue étrusque en bronze, découverte en 1553 à Arezzo, en Toscane. Le monstre légendaire faisait partie à l'origine d'un groupe avec Bellérophon et Pégase. Sur la jambe droite est gravée une inscription dédicatoire à Tinia, équivalent étrusque du Zeus grec. Longueur : 129,0 cm ; hauteur : 78,5 cm. Musée archéologique national de Florence | Trouvée à Arezzo en 1553. Art étrusque Vers 400 av. J.-C.                                                                    |
|       | Tête de Fiesole Musée archéologique national de Florence | Trouvée à Fiesole Art étrusque Vers 330-300 av. J.-C.                                                                        |
| 1625  | Statue de Tinia Représentation du dieu Tinia, l'une des plus importantes divinités du Panthéon étrusque. Une statue de femme, également en bronze, est exposée à côté. Collections d'Antiquités de l'État bavarois à Munich | Art étrusque IIIe siècle av. J.-C.                                                                                           |
| 15055 | Statue d'un homme viril La statue a subi des ajouts au XIXe siècle. Hauteur : 91,0 cm Musée grégorien étrusque (Musées du Vatican) | Art étrusque Vers le milieu du IIe siècle av. J.-C.                                                                          |
| 3     | L'Arringatore (ou L'Orateur) La statue de bronze mesure 179 cm. Elle est fondue en sept parties creuses, sauf les jambes, qui sont pleines pour des raisons de stabilité. Le personnage, en tunique et en toge, montre la romanisation progressive de l'aristocratie étrusque. Trouvée en 1566 par un paysan, dans sa vigne, sur la rive du lac Trasimène, la statue fut montrée par Giorgio Vasari au duc de Toscane, futur grand-duc Médicis Cosme Ier de Toscane. Elle entra dans ses collections privées du palais Pitti, puis fut transférée en 1588 à la galerie des sculptures des Offices, enfin en 1871 au Musée archéologique national de Florence. | Trouvée en 1566 dans une vigne, sur la rive nord du lac Trasimène. Art étrusque, sculpture hellénistique. Vers 100 av. J.-C. |

## Sculpture de la période romaine
| Objet       | Description | Origine et datation                                                                                 |
| ----------- | --- | --------------------------------------------------------------------------------------------------- |
| 450         | Tête d'homme J. Paul Getty Museum | Provenant probablement d'Anatolie Ier siècle av. J.-C.                                              |
|             | Statue d'un jeune homme Musée de Pergame | Trouvée au large de Salamine vers -20.                                                              |
| X 23322     | Statue équestre d'Auguste (de) Fragment d'une statue équestre d'Auguste en bronze, produite en Grèce. Partie haute du corps seule trouvée au large de l'Eubée en 1979. Musée national archéologique d'Athènes | Trouvée en mer Égée vers -10.                                                                       |
|             | Tête de cheval de Waldgirmes (en) Tête de cheval en bronze doré faisant probablement partie d'une ancienne statue équestre romaine représentant l'empereur Auguste. Hauteur : 59 cm. Poids : 15 kg. Musée du Saalburg | Découverte en 2009 à Waldgirmes dans la Hesse (Allemagne). Entre -4 et le tout début du Ier siècle  |
| 14.130.1    | Jeune garçon aristocratique Jeune aristocrate portant un himation (manteau grec). Œuvre romaine du règne d'Auguste. Hauteur : 132,4 cm Metropolitan Museum of Art | Provenant de Rhodes. -27/14                                                                         |
|             | Tête de Méroé (en) British Museum | Trouvée à Méroé dans l'ancienne Nubie. An 27/25                                                     |
| 32645       | Tête de femme d'Azaila Musée archéologique national de Madrid | Cabezo de Alcalá, près d'Azaila, (Province de Teruel), Espagne. Début du Ier siècle                 |
| 32644       | Tête d'homme d'Azaila Musée archéologique national de Madrid | Cabezo de Alcalá, près d'Azaila, (Province de Teruel), Espagne. Début du Ier siècle                 |
| 450         | Tête de cavalier La statue, plus grande que nature, représente peut-être l'empereur Tibère. Musée archéologique national de Madrid | Trouvée sur le forum de Tiermes, en Espagne. Ier siècle                                             |
|             | Apollon de Tiermes La statue fut très largement reprise en 1914, ainsi qu'entre 1970 et 1973. Musée archéologique national de Madrid | Trouvée en 1913 à Tiermes, en Espagne. Ier siècle                                                   |
|             | Jeune garçon à la couronne Musée de Pergame | Trouvée à Xanten, en Allemagne Ier siècle                                                           |
| 1965,1201.1 | Tête de Claude ou Néron Tête de l'empereur Claude ou Néron, initialement partie d'une statue en bronze de taille réelle. Découverte dans la rivière Alde (en) à Rendham, près de Saxmundham dans le Suffolk. Hauteur : 31,5 cm ; Largeur : 24,5 cm ; Profondeur : 35,0 cm British Museum | Découverte dans la rivière Alde (en) à Rendham, en Angleterre. Ier siècle                           |
|             | Minerve de Sigüenza Musée archéologique national de Madrid | Trouvée en 1895 dans le hameau de Pelegrina, Sigüenza (Province de Guadalajara), Espagne Ier siècle |
|             | Éphèbe d'Antequera (es) Statue romaine en bronze de style néo-attique. Hauteur : 1,43 m. Poids : 37,5 kg Musée d'Antequera (es), Antequera (Málaga), Espagne. | Antequera (Málaga), Espagne Ier siècle                                                              |
|             | Tête d'une Bacchante Fragment d'une statue de bronze trouvé en 1946 à Cortijo de los Villares, près de Serrato, (Málaga), Espagne. Semble inspirée d'un original du IVe siècle av. J.-C. de l'école de Praxitèle ou de Scopas. Musée de Malaga | Cortijo de los Villares, près de Serrato, (Málaga), Espagne. Fin du Ier siècle                      |
|             | Tête de Trajan Musée Het Valkhof (en) à Nimègue (Pays-Bas) | Trouvée à Ulpia Noviomagus Batavorum (actuelle Nimègue) Fin du Ier siècle.                          |
|             | Tête de Sulis Minerve Musée des thermes de Bath | Découverte en 1727 dans Stall Street, à Bath Fin du Ier siècle                                      |
|             | Apollon de Pinedo Hauteur : 145 cm Musée de la préhistoire de Valence | Trouvée en 1913 au large de Pinedo (au sud de la ville de Valence) Ier ou IIe siècle                |
| 1848,1103.1 | Tête d'Hadrien Hauteur : 43 cm British museum | Retrouvée dans la Tamise à Londres. 117/138                                                         |
|             | Hadrien de Tel Shalem Musée d'Israël | Retrouvée en 1975 sur le site de Tel Shalem (de) en Israël. 117/138                                 |
| Br4547      | Tête d'Hadrien Musée du Louvre | Provenant vraisemblablement du Proche-Orient. Vers 140                                              |
|             | Hadrien d'Adana Musée archéologique d'Istanbul | Découverte à Adana, dans le sud de la Turquie. 173/176                                              |
| 1986.5      | Marc Aurèle philosophe La qualité et la taille monumentale de cette figure drapée en bronze suggèrent qu'il s'agit d'un portrait impérial. La pose avec la jambe gauche en avant, le bras droit levé vers la poitrine et la main droite visible est identique à plusieurs portraits grecs de philosophes. Le personnage est très probablement l'empereur romain Marc Aurèle, adepte du stoïcisme et auteur d'un recueil de réflexions philosophiques. Hauteur : 193 cm Cleveland Museum of Art jusqu'en juillet 2025, puis restituée à la Turquie. | Provenant de Lycie (potentiellement Boubon (en)), en Turquie. 180/200                               |
|             | Septime Sévère de Kythréa Musée de Chypre | Découverte en 1928 à Kythréa (actuelle Değirmenlik), dans la partie turque de Chypre. Vers 197      |
| X 23321     | Julia Aquilia Severa Musée national archéologique d'Athènes | Trouvée à Sparte, en Laconie. vers 221-222.                                                         |
|             | Tête de Sévère Alexandre Musée de Dion | Découverte à Ryákia près de Dion, en Grèce. Entre 222 et 235                                        |
|             | Mars de Zeugma (nl) La statue a été retrouvée en mai 2000 sur le site archéologique de l'ancienne Zeugma, en Turquie. L'expression martiale, le casque et la lance permettent d'identifier le personnage au dieu Mars. Il s'appuie sur ce qui était une lance et tient dans sa main gauche un bouquet de vignes et de bourgeons de fleurs. L'expression du visage est furieuse. Hauteur : 1,50 m Musée de Zeugma à Gaziantep | Découverte en 2000 à Zeugma. Peu avant 256                                                          |
| APM 6287    | Tête d'un jeune garçon Musée Allard-Pierson à Amsterdam | Vers 270.                                                                                           |
|             | Homme en toge de Periate (es) Musée archéologique et ethnologique de Grenade | Trouvée en 1982 à Píñar, dans la province de Grenade IIIe siècle                                    |

### Sculpture gallo-romaine
| Objet   | Description | Origine et datation |
| ------- | --- | --- |
|         | Tête d'Apollon La statue, d'une hauteur restituée d'environ 2 m, pourrait être liée au culte de l'empereur Auguste, attesté à Nîmes à la suite de la bataille d'Actium (vers 28-25 av. J.-C.). Représentation d'Apollon, la tête était vraisemblablement ornée d'une couronne de laurier. Musée de la Romanité de Nîmes                                      | Découverte dans le Vistre à Nîmes (ancienne Nemausus). Œuvre gallo-romaine du Ier siècle av. J.-C. ou du Ier siècle         |
|         | Dieu de Coligny La statue en bronze mesure environ 1,70 m. Elle fut découverte en plus de 400 pièces. Elle représente un dieu nu, glabre et chevelu, levant une main droite qui devait tenir une lance. Un hypothétique casque disparu l'identifie à Mars, possible avatar du dieu à la lance Lug, la divinité éponyme de la ville de Lyon. Lugdunum (musée) | Découverte en 1897 à Coligny dans l'Ain. Œuvre gallo-romaine entre la fin du Ier siècle av. J.-C. et le début du IIe siècle |
|         | Taureau d'Avrigney Musée des Beaux-Arts et d'Archéologie de Besançon | Découverte en 1756 à Avrigney-Virey (Haute-Saône). Œuvre gallo-romaine du Ier siècle                                        |
|         | Statue de Jupiter Stator Musée d'Évreux | Découverte en 1840 au Vieil-Évreux (ancienne Gisacum). Œuvre gallo-romaine de la seconde moitié du Ier siècle               |
| 60.17.1 | Hercule en bronze Musée d'Aquitaine | Découverte en 1832 à Bordeaux (ancienne Burdigala). Œuvre gallo-romaine du 4e quart du IIe siècle                           |
| Br 37   | Apollon de Lillebonne Musée du Louvre | Découverte en 1864 à Lillebonne (ancienne Juliobona), près du théâtre antique. Œuvre gallo-romaine du IIe siècle            |
|         | Tête de dieu ou d'éphèbe Musée des Antiquités de Rouen | Découverte à Lillebonne (ancienne Juliobona). Œuvre gallo-romaine de date inconnue                                          |
|         | Caius Julius Pacatianus Musée des Beaux-Arts et d'Archéologie de Vienne | Découverte en 1874 à Vienne. Œuvre gallo-romaine du IIe siècle                                                              |
|         | Apollon de Vaupoisson Musée Saint-Loup de Troyes | Découverte en 1813 à Vaupoisson. Œuvre gallo-romaine du IIe siècle                                                          |

## Sculpture romaine
| Objet       | Description | Origine et datation |
| ----------- | --- | --- |
| 1183        | Brutus Capitolin Buste traditionnellement identifié comme celui de Lucius Junius Brutus. Seule la tête est ancienne. Portrait idéalisé, destiné à faire ressortir le caractère de ce personnage mythique de la République romaine, mort en -509. Bronze ; yeux en ivoire et pâte de verre. Hauteur : 69 cm. Musées du Capitole | Tête découverte à Rome en 1500. 300-275 av. J.-C.                                                                                       |
|             | Apollon de Pompéi Musée archéologique national de Naples | Trouvée dans le temple d'Apollon à Pompéi. Fin du IIe siècle av. J.-C.                                                                  |
|             | Diane de Pompéi Musée archéologique national de Naples | Trouvée dans le temple d'Apollon à Pompéi. Fin du IIe siècle av. J.-C.                                                                  |
|             | Satyre endormi Musée archéologique national de Naples | Trouvée dans la Villa des Papyrus à Herculanum. Ier siècle av. J.-C.                                                                    |
| 450         | Tête d'un jeune satyre Glyptothèque de Munich | vers -100 |
|             | Victoire de Calvatone Statue romaine d'une Victoire en bronze doré (hauteur : 1,70 m), trouvée en 1836 par des paysans du village de Calvatone, en Lombardie. Restaurée dans les années 1840 comme une Victoire ailée (les ailes sont modernes) mais considérée actuellement comme une figure de Diane, déesse de la chasse. La sphère dorée porte l'inscription (CIL V 4089) : « Victoriae Aug(ustorum) / Antonini et Veri / M(arcus) Satrius Maior » : « Pour la victoire des saints empereurs (Marcus Aurelius) Antoninus et (Lucius Aurelius) Verus. (Don de) Marcus Satrius Maior ». Musée de l'Ermitage | Statue trouvée en Lombardie. Art romain Fin du Ier siècle av. J.-C.                                                                     |
|             | Bronzes dorés de Cartoceto di Pergola Musée archéologique national des Marches Musée des bronzes dorés et de la ville de Pergola | Trouvée en 1946 à Cartoceto di Pergola. -50/-30                                                                                         |
|             | Tête d'Apollon Hauteur : 51 cm Musée archéologique de la province de Salerne (it) | entre -50/50 |
|             | Tête de Bénévent Musée du Louvre | Trouvée à Herculanum. entre -50/50 |
| 1.2013      | Jeune Dionysos Hauteur : 135 cm Art Institute of Chicago | Fin du Ier siècle av. J.-C. ou début du Ier siècle                                                                                      |
| 97.22.25    | Statue d'un acolyte Œuvre de la période d'Auguste ou julio-claudienne. Hauteur : 117,1 cm. Metropolitan Museum of Art à New York | entre 14/54 |
|             | Tête de Caligula Musée des Beaux-Arts de Houston | An 37-41 |
|             | Tête de Tibère Palais Massimo des Thermes | 1re moitié du Ier siècle |
| 96.AB.52    | Tête de Bacchus jeune Hauteur : 21,6 cm J. Paul Getty Museum | 1re moitié du Ier siècle |
|             | Bronzes du théâtre d'Herculanum Quatre statues complètes de l'empereur Tibère, d'Agrippine (ci-contre, Inv. 5612), de Calatorius et d'une matrone. Musée archéologique national de Naples | Trouvées dans le théâtre d'Herculanum. An 37                                                                                            |
| 5593        | Statue de Claude Hauteur : 2,40 m Musée archéologique national de Naples | Trouvées dans l'Augusteum d'Herculanum. An 49/50                                                                                        |
| 5595        | Statue d'Auguste Musée archéologique national de Naples | Trouvées dans l'Augusteum d'Herculanum. An 49/50                                                                                        |
|             | Victoire de Brescia (it) Pastiche romain inspiré d'une Aphrodite se regardant dans le bouclier d'Arès. Découverte en 1826 dans le Capitole de Brixia (actuelle Brescia en Lombardie). Parc archéologique du Capitole de Brixia à Brescia | Trouvée dans le Capitole de Brixia. Milieu du Ier siècle                                                                                |
| MNR 190     | Dionysos du pont Garibaldi La statue en bronze représentant Dionysos a été retrouvée en 1885 dans le Tibre lors de la construction du pont Garibaldi à Rome. Le dieu est représenté debout, nu, avec une coiffure riche et avec le thyrse dans sa main gauche. L'œuvre, de style éclectique, peut être datée du Ier siècle. Palais Massimo des Thermes | Découvert en 1885 dans le Tibre Ier siècle                                                                                              |
|             | Hercule capturant la biche de Cérynie La statue provient de l'atrium de la Casa di Sallustio à Pompéi, où elle ornait une fontaine d'époque romaine sur la margelle arrière de l'impluvium. Il s'agit probablement d'une copie d'un original sculpté par Lysippe. Musée archéologique régional Antonino-Salinas à Palerme | Découverte à Pompéi en 1805 Ier siècle                                                                                                  |
| 23.71       | Jeune garçon Hauteur : 115,5 cm ; Longueur : 54,6 cm ; Profondeur : 22,8 cm Walters Art Museum à Baltimore | Provenant probablement du sud de l'Italie. Ier siècle                                                                                   |
| 1184        | Camillo ou La « Zingara » (bohémienne) Hauteur : 141 cm. Musées du Capitole | Ier siècle |
| 1848,1103.1 | Buste d'un jeune gallo-romain J. Paul Getty Museum | vers 60/70 |
| Danseuses   | Bronzes de la villa des Papyrus Les fouilles du tablinum de la villa des Papyrus, à Herculanum, ont livré des sculptures en bronze et en marbre, comme un torse féminin, deux bustes de flamines et des reproductions de l'Héraclès de Polyclète et de l'Athéna Promachos : en tout, 87 statues ont été trouvées dans la villa des Papyri, dont 58 en bronze, réalisées avant l'année 79 sur des modèles grecs classiques. Figurent notamment deux statues de coureurs (en photo), un buste d'un jeune athlète, un buste dit d'Archytas de Tarente et un buste de Tibère jeune Musée archéologique national de Naples | Villa des Papyrus, Herculanum. 58 statues de bronze mises au jour depuis 1750.                                                          |
| 5625        | Hermès assis Copie romaine, faite avant l'an 79, d'un bronze grec original de la fin du IVe ou du début du IIIe siècle av. J.-C. dans la tradition de Lysippe. Musée archéologique national de Naples | Villa des Papyrus à Herculanum. Copie romaine d'un bronze grec, fin du IVe ou du début du IIIe siècle av. J.-C., attribuable à Lysippe. |
|             | Buste d'homme J. Paul Getty Museum | vers 90/100 |
| 5117        | Paon du mausolée d'Hadrien Musée Chiaramonti (Musées du Vatican) | Retrouvée dans le mausolée d'Hadrien. Vers 139                                                                                          |
|             | Statue équestre de Marc Aurèle Seule statue équestre romaine subsistante. Provient d'un forum romain. Installée sur la place du Capitole en 1538, actuellement remplacée par une copie. L'original a été transporté au Palais Neuf. Hauteur : 3,40 m Musées du Capitole | Statue exposée à Rome depuis l'Antiquité. 173/176                                                                                       |
|             | Septime Sévère du Janicule La statue est découverte à Rome sur le Janicule en 1643. Sa tête et son bras droit sont alors manquants. L'oeuvre antique est restaurée sous les traits de Septime Sévère en 1667 par Paolo Naldini. Musée Art et Histoire de Bruxelles | Découverte à Rome en 1643. entre le Ier et le IIIe siècle                                                                               |
| 252         | Hercule du théâtre de Pompée Grande statue en bronze doré d’Hercule portant la massue, la peau de lion et les pommes d'or du jardin des Hespérides. La statue a été découverte en 1864 au Champ de Mars, près du théâtre de Pompée, soigneusement enterrée sous des dalles portant l'inscription « F.C.S. » (fulgor conditum summanium), indiquant qu'elle avait été frappée par la foudre, puis enfouie sur place. Musée Pio-Clementino (Musées du Vatican) | Statue découverte en 1864 à Rome, près du théâtre de Pompée. Œuvre romaine du IIe siècle                                                |
| MC 12655    | Hercule du forum Boarium Statue romaine de l'époque républicaine, découverte vers 1480 sur le forum Boarium, à Rome, probablement la statue de culte du petit temple rond d'Hercule Victor. Hercule tient sa massue et les trois pommes du jardin des Hespérides. La sculpture en bronze doré, d'une hauteur de 2,41 m, est une œuvre hellénistique ou romaine du IIe siècle av. J.-C., basée sur les canons de proportions établies par Lysippe au début du IVe siècle av. J.-C. Elle est à comparer à l'Hercule du théâtre de Pompée, conservé aux musées du Vatican. Les deux sculptures sont dans le style et les proportions établies par Lysippe, beaucoup moins massives que l'Hercule Farnèse, barbu et beaucoup plus corpulent. Musées du Capitole | Statue découverte vers 1480 au forum Boarium, à Rome. Œuvre romaine républicaine du IIe siècle                                          |
|             | Statue de Trebonianus Gallus (it) Cette grande statue (2,41 m) de Trebonianus Gallus (ou Trébonien Galle, empereur de 251 à 253) est le seul bronze romain à grande échelle presque complet du IIIe siècle qui soit parvenu jusqu'à nous. Apparu au début du XIXe siècle, il aurait été trouvé à Rome, près de la basilique Saint-Jean-de-Latran. Il y a un contraste entre le style du corps, qui rappelle celui d'Alexandre le Grand de Lysippe, et la tête, trop petite et plus réaliste. L'original aurait tenu un parazonium dans la main gauche et une lance dans la droite. Au moins trois quarts de l'œuvre sont d’origine. Les parties reconstituées sont la base, le pied droit, le manteau, le haut du bras gauche, une partie de l'épaule et du biceps droits, l'aine et des parties du torse droit. Le pied gauche pourrait provenir d'une autre statue antique. Metropolitan Museum of Art, New York | Trouvé en fragments lors de fouilles, au début du XIXe siècle, dans un vignoble, au Latran. Œuvre romaine du IIIe siècle                |
| Br 44       | Tête d'un homme Portrait masculin, probablement celui d'un haut dignitaire. Hauteur : 25,5 cm. Musée du Louvre | vers 275-300 |

## Sculptures byzantines
| Objet | Description | Origine et datation                                             |
| ----- | --- | --------------------------------------------------------------- |
|       | Colosse de Constantin Musées du Capitole | IVe siècle                                                      |
|       | Chevaux de Saint-Marc Les chevaux de Saint-Marc sont quatre statues de bronze très pauvre en étain, issues d’un quadrige qui ornait autrefois l'hippodrome de Constantinople. Les Vénitiens les enlevèrent en 1204 et les placèrent au-dessus de la porte de la basilique Saint-Marc de Venise. On les considère soit comme des originaux en bronze de Lysippe, soit comme des œuvres hellénistiques ou romaines. | Hippodrome de Constantinople IVe siècle av. J.-C. ou postérieur |
|       | Colosse de Barletta Le Colosse de Barlette est une statue monumentale en bronze d'un empereur romain ou byzantin non identifié, située dans la ville de Barletta, dans la province des Pouilles. La hauteur de la statue est de 4,50 m (ou de 5,11 m). Elle a pu être rapportée par un navire vénitien après la prise de Constantinople par les croisés en 1204. Elle peut aussi provenir de fouilles pratiquées à Ravenne en 1231 par l'empereur Frédéric II de Souabe. Les membres, et peut-être le bas du corps, ont été reconstitués après 1491. | Constantinople ou Ravenne IVe ou Ve siècle                      |

#### Ouvrages
- André de Ridder, Les bronzes antiques, Paris, Wentworth Press, 2019, 220 p. (ISBN 978-0353719866)
- Corinne Jouys Barbelin, « bronze grec », dans Jean Leclant, Dictionnaire de l'Antiquité, Paris, Presses universitaires de France, coll. « Quadrige », 2005, p. 369-370
- (en) Carol C. Mattusch, Classical Bronzes: The Art and Craft of Greek and Roman Statuary, Ithaca (New York), Cornell University Press, 1996, 241 p. (ISBN 9780801431821)

#### Périodiques
- Claude Rolley, « Bronzes romains », Dossiers d'archéologie, no 28,‎ mai / juin 1978, p. 8-19 (e-ISSN 1141-7137)
- Sophie Descamps-Lequime et Benoît Mille (dir.), « Bronzes grecs et romains : études récentes sur la statuaire antique », Techne, vol. 45,‎ 2017 (ISBN 978-2-7118-6408-9, lire en ligne)
- (en) K. A. Dafas, « Greek Large-Scale Bronze Statuary: The Late Archaic and Classical Periods », Bulletin of the Institute of Classical Studies, Monograph, BICS Supplement 138, Londres, Institute of Classical Studies, School of Advanced Study, University of London,‎ 2019, p. 68–83, pls 58–71.